# Syntomidopsis
Syntomidopsis är ett släkte av fjärilar. Syntomidopsis ingår i familjen björnspinnare.
Kladogram enligt Catalogue of Life:
| Syntomidopsis | \| \| Syntomidopsis gundlachiana \| \| \| \| \| \| Syntomidopsis variegata \| \| \| \| |
|               | \| \| Syntomidopsis gundlachiana \| \| \| \| \| \| Syntomidopsis variegata \| \| \| \| |
|               | Syntomidopsis gundlachiana                                                             |
|               |                                                                                        |
|               | Syntomidopsis variegata                                                                |
|               |                                                                                        |